# Jezioro Foluskie
Jezioro Foluskie – jezioro w Polsce, położone w województwie kujawsko-pomorskim, w powiecie żnińskim, w gminie Gąsawa, na terenie Pojezierza Żnińsko-Mogileńskiego. 

## Charakterystyka
Brzegi jeziora są otoczone zalesionymi wzgórzami. Przez jezioro Foluskie prowadzi turystyczny szlak spływów kajakowych na Strudze Foluskiej.

## Dane morfometryczne
Powierzchnia zwierciadła wody według różnych źródeł wynosi od 56,0 ha do 62,4 ha.
Zwierciadło wody położone jest na wysokości 75,2 m n.p.m. lub 75,7 m n.p.m. Średnia głębokość jeziora wynosi 10,4 m, natomiast głębokość maksymalna 28,4 m lub 32 m.
W oparciu o badania przeprowadzone w 2005 roku wody jeziora zaliczono do III klasy czystości i II kategorii podatności na degradację. Analogiczne wyniki uzyskano podczas badań w 1996 i 1982 roku.

## Hydronimia
Według urzędowego spisu opracowanego przez Komisję Nazw Miejscowości i Obiektów Fizjograficznych (KNMiOF) nazwa tego jeziora to Jezioro Foluskie. W różnych publikacjach jezioro to występuje pod nazwą Folusz.